# Zeměpisná kázání
Zeměpisná kázání (Geographische Predigten) je rané didaktické dílo německého spisovatele Karla Maye. Jde o cyklus osmi esejů, ve kterých autor podal s náboženským podtextem výklad o vesmíru a Zemi. Eseje vyšly v letech 1875–1876 v týdeníku Schacht und Hütte (Šachta a hutě) drážďanského nakladatele Heinricha Gottholda Münchmeyera.
První doložené knižní vydání esejů pochází z roku 1916 od nakladatele Euchara Albrechta Schmida v Radebeulu. Roku 1917 byla Zeměpisná kázání zařazena do 34. svazku Sebraných spisů Karla Maye (Karl May’s Gesammelte Werke) s názvem Ich – Karl Mays Leben und Werk (Já – Život a dílo Karla Maye) z nakladatelství Karl-May-Verlag a roku 1968 byla převedena do 72. svazku díla Schacht und Hütte (Šachta a hutě).

## Obsah cyklu
Cyklus obsahuje těchto osm na protikladech založených esejů (jak o tom svědčí jejich názvy):
- Himmel und Erde (Nebesa a Země),
- Land und Wasser (Pevnina a vodstvo),
- Berg und Thal (Hora a údolí),
- Wald und Feld (Les a pole),
- Mensch und Thier (Člověk a zvíře),
- Strom und Straße (Vodní tok a silnice),
- Stadt und Land (Město a venkov),
- Haus und Hof (Dům a statek).

Ve svých esejích May sloučil náboženské, vědecké, filozofické a zábavné prvky. Jako důkaz pro svá tvrzení cituje nejen verše básníků, jako jsou Schiller, Lenau a Freiligrath, ale i humorné verše z lidové slovesnosti. Tímto dílem May navázal na tradice některých německých spisovatelů počátku 19. století, jako byl například spisovatel Ludwig Aurbacher, jejichž cílem byla křesťanská výchova.